# أحمد الحمادي
أحمد محمد الحمادي (ولد في 1960) محاسب قانوني ورجل أعمال بحريني. يشغل حاليا منصب مدير عام لشركة نسيج منذ 2015.

## النشأة والتعليم
ولد الحمادي في العام 1960.
نال شهادة الدراسات التجارية من جامعة البحرين في 1980. ثم نال شهادة عليا في الدراسات التجارية من جامعة البحرين في 1982. ثم نال شهادة جمعية المحاسبين القانونيين من المملكة المتحدة في 1986. صار زميل جمعية المحاسبين القانونيين بالمملكة المتحدة في 1993.

## المسيرة المهنية
عمل في وزارة المالية والاقتصاد الوطني رئيس المحاسبين في المحاسبة المالية وذلك في الفترة من يوليو 1982 إلى أكتوبر 1994. شملت مسئولياته تطوير أساليب جديدة لوضع الموازنة، وتطبيق انظمة المحاسبة المالية والسياسات المحاسبية المصاحبة.
في أكتوبر 1994 التحق بشركة طيران الخليج مديرا مساعدا للعمليات النقدية والمصرفية. في أبريل 1997 أصبح مسئولا عن قسم التخطيط المالي والأداء. في مايو 2001 تمت ترقيته إلى منصب رئيس المحاسبة المالية. في نوفمبر 2001 تم تعيينه قائما بأعمال نائب رئيس المالية. في يوليو 2002 تم تعيينه نائبا لرئيس المالية في قسم المالية.
درّس المحاسبة الإدارية لأكثر من أربع سنوات لطلاب الماجستير في إدارة الأعمال بدوام جزئي. درس المحاسبة للطلاب الذين يدرسون الأعمال المصرفية بدوام جزئي من قبل معهد الحسابات القانونية للمصرفيين.
في عام 2011 عين في منصب رئيس الشئون المالية بشركة نسيج العقارية. في 15 مارس 2015 عين مدير عام في شركة نسيج. في 23 مارس 2022 وتحت إدارته فازت شركة نسيج بجائزة أفضل مطور عقاري فاخر في البحرين للعام 2022 ضمن جوائز “لكجري لايف ستايل Luxury Lifestyle” العالمية المرموقة.

## الحياة الشخصية
متزوج وله أربعة أبناء.